# 타이머 (영화)
《타이머》(영어: 
Timer, 영어: TiMER로 표기)는 미국에서 제작된 2009년 SF 로맨틱 코미디 영화이다. 잭 셰이퍼가 연출, 각본, 제작을 맡았고, 에마 콜필드 등이 출연하였다.

## 출연
- 에마 콜필드
- 미셸 보스
- 존 패트릭 아메도리
- 데즈먼드 해링턴
- 조베스 윌리엄스
- 컬리 로샤
- 존 잉글
- 스콧 홀로이드
- 톰 어윈
- 에릭 정먼
- 뮤즈 왓슨

## 기타 제작진
- 라인 제작: 크리스틴 멘테이
- 협력 제작: 조슈아 리 휴버
- 배역: 애니아 콜로프, 에이미 매킨타이어 브릿, 마이클 V. 니컬로
- 미술: 마이아 시걸
- 세트: 케런 코헨
- 의상: 재즈민 에이브러햄
- 조감독: 제러미 피닉스